# Fun in Space
Fun in Space és l'àlbum de debut del músic anglès Roger Taylor, bateria del grup Queen. Publicat al maig de 1981 al Regne Unit i Estats Units, l'àlbum va ser gravat entremig dels tours dels àlbums de Queen The Game i Flash Gordon. Taylor va escriure, produir i preparar totes les cançons del disc.

## Llistes de cançons
Cara A
1. "No Violins" – 4:33
2. "Laugh or Cry" – 3:06
3. "Future Management" – 3:03
4. "Let's Get Crazy" – 3:40
5. "My Country I & II" – 6:49

Cara B
1. "Good Times Are Now" – 3:28
2. "Magic is Loose" – 3:30
3. "Interlude in Constantinople" – 2:04
4. "Airheads" – 3:38
5. "Fun in Space" – 6:22

## Rànquings

### Àlbum
| 1981 | Posició |
| ---- | ------- |
| UK   | 18      |

### Singles
Single Future Management
| 1981 | Posició |
| ---- | ------- |
| UK   | 49      |

## Músics
- Roger Taylor – Vocalista, bateria, percussió, teclats, baix, guitarres.
- David Richards – Enginyer, aproximadament 50% dels teclats
- Hipgnosis – Treball artístic, disseny de la portada